# Coppa del Mondo di salto con gli sci 2000
La Coppa del Mondo di salto con gli sci 2000, ventunesima edizione della manifestazione organizzata dalla Federazione Internazionale Sci, ebbe inizio il 27 novembre 1999 a Kuopio, in Finlandia, e si concluse il 19 marzo 2000 a Planica, in Slovenia. Furono disputate 26 delle 27 gare individuali previste, tutte maschili, in 18 differenti località: 2 su trampolino normale, 22 su trampolino lungo e 2 su trampolino per il volo. Furono inserite nel calendario 3 gare a squadre (una, per la prima volta, di volo), valide ai fini della classifica per nazioni.
Nel corso della stagione si tennero a Vikersund i Campionati mondiali di volo con gli sci 2000, non validi ai fini della Coppa del Mondo, il cui calendario contemplò dunque un'interruzione nel mese di febbraio.
Il tedesco Martin Schmitt si aggiudicò sia la coppa di cristallo, il trofeo assegnato al vincitore della classifica generale, sia la Coppa di salto; l'austriaco Andreas Widhölzl vinse il Torneo dei quattro trampolini, il tedesco Sven Hannawald la Coppa di volo e il Nordic Tournament. Schmitt era il detentore uscente della Coppa generale, Janne Ahonen del Torneo.

## Risultati
| Data                          | Località               | Nazione     | Trampolino                | Spec. | Primo                                                                 | Secondo                                                                        | Terzo                                                                         |
| ----------------------------- | ---------------------- | ----------- | ------------------------- | ----- | --------------------------------------------------------------------- | ------------------------------------------------------------------------------ | ----------------------------------------------------------------------------- |
| 27 novembre 1999              | Kuopio                 | Finlandia   | Puijo K120                | LH    | Martin Schmitt                                                        | Andreas Goldberger                                                             | Matti Hautamäki                                                               |
| 28 novembre 1999              | Kuopio                 | Finlandia   | Puijo K120                | LH    | Ville Kantee                                                          | Risto Jussilainen                                                              | Roberto Cecon                                                                 |
| 4 dicembre 1999               | Val di Fiemme          | Italia      | Giuseppe Dal Ben K120     | LH    | Andreas Widhölzl                                                      | Martin Schmitt                                                                 | Andreas Goldberger                                                            |
| 5 dicembre 1999               | Val di Fiemme          | Italia      | Giuseppe Dal Ben K120     | LH    | Andreas Widhölzl                                                      | Jani Soininen                                                                  | Risto Jussilainen                                                             |
| 12 dicembre 1999              | Villach                | Austria     | Villacher Alpenarena K90  | NH    | Janne Ahonen                                                          | Martin Schmitt                                                                 | Andreas Widhölzl                                                              |
| 18 dicembre 1999              | Zakopane               | Polonia     | Wielka Krokiew K116       | LH    | Martin Schmitt                                                        | Janne Ahonen                                                                   | Lasse Ottesen                                                                 |
| 19 dicembre 1999              | Zakopane               | Polonia     | Wielka Krokiew K116       | LH    | Martin Schmitt                                                        | Janne Ahonen                                                                   | Andreas Widhölzl                                                              |
| Torneo dei quattro trampolini |                        |             |                           |       |                                                                       |                                                                                |                                                                               |
| 29 dicembre 1999              | Oberstdorf             | Germania    | Schattenberg K115         | LH    | Martin Schmitt                                                        | Andreas Goldberger                                                             | Andreas Widhölzl                                                              |
| 1º gennaio 2000               | Garmisch-Partenkirchen | Germania    | Große Olympiaschanze K115 | LH    | Andreas Widhölzl                                                      | Masahiko Harada                                                                | Janne Ahonen                                                                  |
| 3 gennaio 2000                | Innsbruck              | Austria     | Bergisel K110             | LH    | Andreas Widhölzl                                                      | Martin Schmitt                                                                 | Janne Ahonen                                                                  |
| 6 gennaio 2000                | Bischofshofen          | Austria     | Paul Ausserleitner K120   | LH    | Andreas Widhölzl                                                      | Janne Ahonen                                                                   | Martin Schmitt                                                                |
| 8 gennaio 2000                | Engelberg              | Svizzera    | Gross-Titlis-Schanze K120 | LH    | Martin Schmitt                                                        | Janne Ahonen                                                                   | Andreas Widhölzl                                                              |
| 9 gennaio 2000                | Engelberg              | Svizzera    | Gross-Titlis-Schanze K120 | LH    | Martin Schmitt                                                        | Sven Hannawald                                                                 | Janne Ahonen                                                                  |
| 22 gennaio 2000               | Sapporo                | Giappone    | Ōkurayama K120            | LH    | Martin Schmitt                                                        | Janne Ahonen                                                                   | Risto Jussilainen                                                             |
| 23 gennaio 2000               | Sapporo                | Giappone    | Ōkurayama K120            | LH    | Martin Schmitt                                                        | Jani Soininen                                                                  | Hiroya Saitō                                                                  |
| 25 gennaio 2000               | Hakuba                 | Giappone    | Hakuba K120               | TL    | Finlandia Janne Ahonen Risto Jussilainen Ville Kantee Jani Soininen   | Germania Sven Hannawald Hansjörg Jäkle Martin Schmitt Michael Uhrmann          | Austria Andreas Goldberger Wolfgang Loitzl Stefan Horngacher Andreas Widhölzl |
| 26 gennaio 2000               | Hakuba                 | Giappone    | Hakuba K120               | LH    | Jani Soininen                                                         | Andreas Widhölzl                                                               | Ville Kantee                                                                  |
| 5 febbraio 2000               | Willingen              | Germania    | Mühlenkopf K120           | LH    | Andreas Widhölzl                                                      | Janne Ahonen                                                                   | Martin Schmitt                                                                |
| 6 febbraio 2000               | Willingen              | Germania    | Mühlenkopf K120           | LH    | Andreas Widhölzl                                                      | Martin Schmitt                                                                 | Janne Ahonen                                                                  |
| 19 febbraio 2000              | Tauplitz               | Austria     | Kulm K180                 | FH    | Sven Hannawald                                                        | Andreas Widhölzl                                                               | Tommy Ingebrigtsen                                                            |
| 20 febbraio 2000              | Tauplitz               | Austria     | Kulm K180                 | FH    | annullata                                                             | annullata                                                                      | annullata                                                                     |
| 26 febbraio 2000              | Iron Mountain          | Stati Uniti | Pine Mountain K120        | LH    | Martin Schmitt                                                        | Tommy Ingebrigtsen                                                             | Stefan Horngacher                                                             |
| 27 febbraio 2000              | Iron Mountain          | Stati Uniti | Pine Mountain K120        | LH    | Martin Schmitt                                                        | Andreas Widhölzl                                                               | Andreas Goldberger                                                            |
| Nordic Tournament             |                        |             |                           |       |                                                                       |                                                                                |                                                                               |
| 4 marzo 2000                  | Lahti                  | Finlandia   | Salpausselkä K90          | NH    | Janne Ahonen                                                          | Sven Hannawald                                                                 | Lasse Ottesen                                                                 |
| 4 marzo 2000                  | Lahti                  | Finlandia   | Salpausselkä K116         | TL    | Finlandia Risto Jussilainen Ville Kantee Jani Soininen Janne Ahonen   | Austria Andreas Goldberger Stefan Horngacher Martin Höllwarth Andreas Widhölzl | Germania Michael Uhrmann Frank Löffler Sven Hannawald Martin Schmitt          |
| 5 marzo 2000                  | Lahti                  | Finlandia   | Salpausselkä K116         | LH    | Martin Schmitt                                                        | Janne Ahonen                                                                   | Andreas Goldberger                                                            |
| 10 marzo 2000                 | Trondheim              | Norvegia    | Granåsen K120             | LH    | Sven Hannawald                                                        | Ville Kantee                                                                   | Janne Ahonen                                                                  |
| 12 marzo 2000                 | Oslo                   | Norvegia    | Holmenkollen K115         | LH    | Sven Hannawald                                                        | Ville Kantee                                                                   | Janne Ahonen                                                                  |
| 18 marzo 2000                 | Planica                | Slovenia    | Letalnica K185            | TL    | Germania Sven Hannawald Hansjörg Jäkle Martin Schmitt Michael Uhrmann | Finlandia Ville Kantee Risto Jussilainen Jani Soininen Janne Ahonen            | Giappone Takanobu Okabe Kazuyoshi Funaki Hideharu Miyahira Noriaki Kasai      |
| 19 marzo 2000                 | Planica                | Slovenia    | Letalnica K185            | FH    | Sven Hannawald                                                        | Janne Ahonen                                                                   | Andreas Goldberger                                                            |

Legenda:

NH = trampolino normale

LH = trampolino lungo

FH = volo con gli sci

TL = gara a squadre

## Classifiche

### Generale
| Pos. | Nome               | Nazione   | Punti |
| ---- | ------------------ | --------- | ----- |
| 1    | Martin Schmitt     | Germania  | 1833  |
| 2    | Andreas Widhölzl   | Austria   | 1452  |
| 3    | Janne Ahonen       | Finlandia | 1437  |
| 4    | Sven Hannawald     | Germania  | 1065  |
| 5    | Andreas Goldberger | Austria   | 1034  |
| 6    | Ville Kantee       | Finlandia | 836   |
| 7    | Jani Soininen      | Finlandia | 734   |
| 8    | Stefan Horngacher  | Austria   | 624   |
|      | Risto Jussilainen  | Finlandia | 624   |
| 10   | Hideharu Miyahira  | Giappone  | 567   |

### Torneo dei quattro trampolini

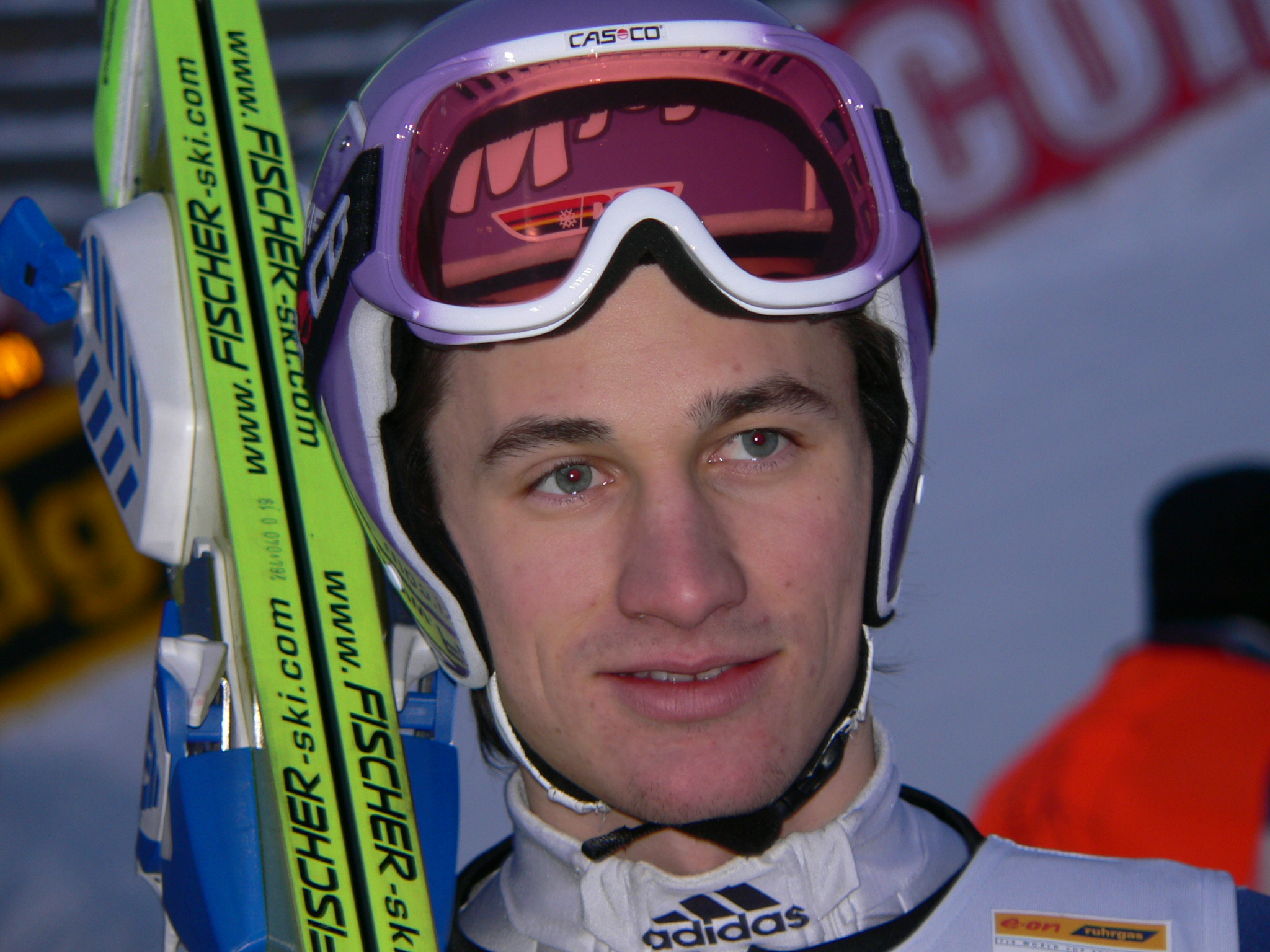
Martin Schmitt

| Pos. | Nome               | Nazione   | Punti |
| ---- | ------------------ | --------- | ----- |
| 1    | Andreas Widhölzl   | Austria   | 988   |
| 2    | Janne Ahonen       | Finlandia | 964   |
| 3    | Martin Schmitt     | Germania  | 960   |
| 4    | Sven Hannawald     | Germania  | 944   |
| 5    | Andreas Goldberger | Austria   | 931   |

### Salto
| Pos. | Nome               | Nazione   | Punti |
| ---- | ------------------ | --------- | ----- |
| 1    | Martin Schmitt     | Germania  | 1791  |
| 2    | Andreas Widhölzl   | Austria   | 1372  |
| 3    | Janne Ahonen       | Finlandia | 1317  |
| 4    | Andreas Goldberger | Austria   | 938   |
| 5    | Sven Hannawald     | Germania  | 865   |

### Volo

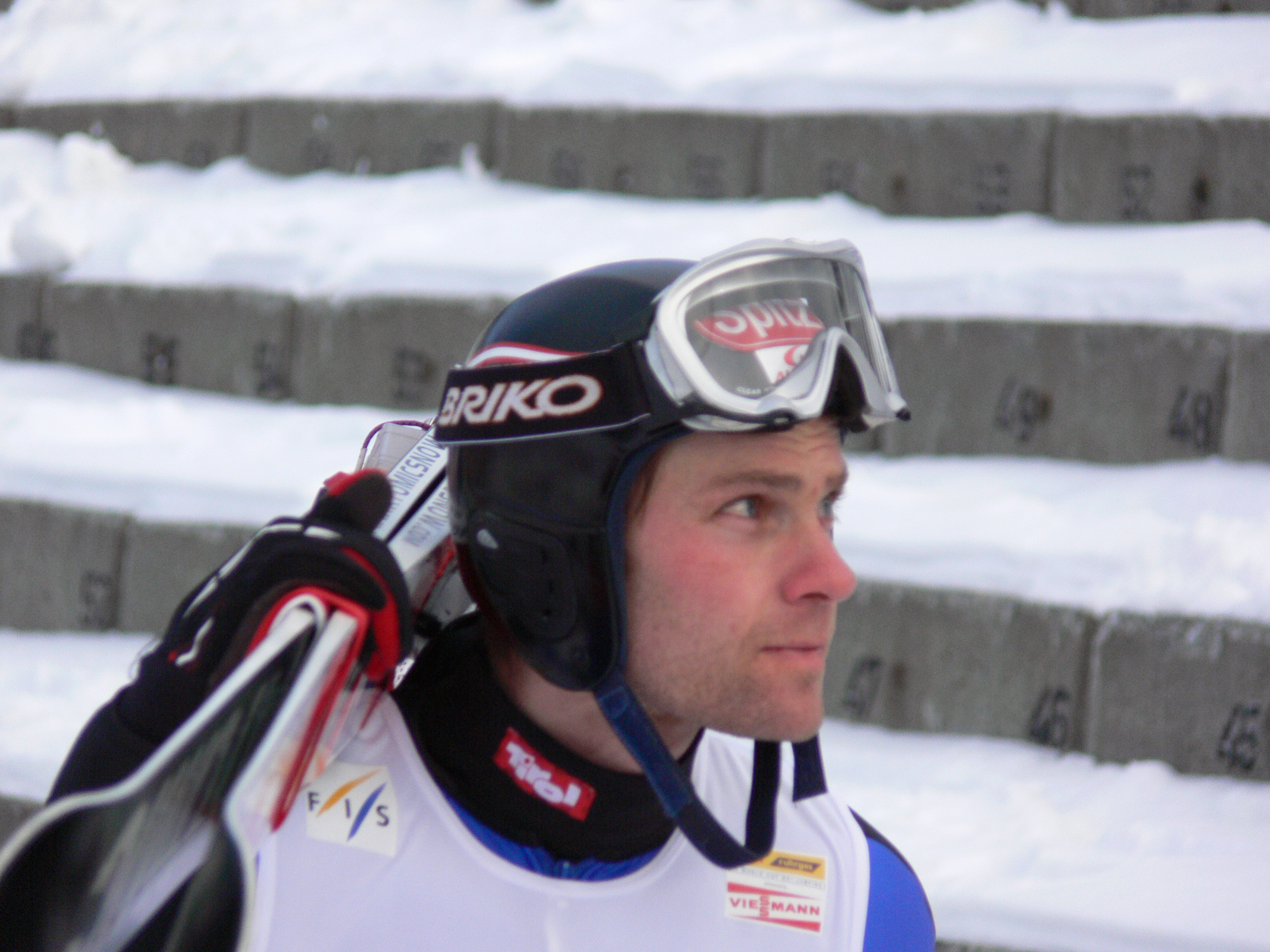
Andreas Widhölzl

| Pos. | Nome               | Nazione   | Punti |
| ---- | ------------------ | --------- | ----- |
| 1    | Sven Hannawald     | Germania  | 200   |
| 2    | Janne Ahonen       | Finlandia | 120   |
| 3    | Tommy Ingebrigtsen | Norvegia  | 110   |
| 4    | Andreas Goldberger | Austria   | 96    |
| 5    | Andreas Widhölzl   | Austria   | 80    |

### Nordic Tournament
| Pos. | Nome           | Nazione   |
| ---- | -------------- | --------- |
| 1    | Sven Hannawald | Germania  |
| 2    | Janne Ahonen   | Finlandia |
| 3    | Ville Kantee   | Finlandia |

### Nazioni
| Pos. | Nazione   | Punti |
| ---- | --------- | ----- |
| 1    | Finlandia | 5219  |
| 2    | Austria   | 4409  |
| 3    | Germania  | 4395  |
| 4    | Giappone  | 2938  |
| 5    | Norvegia  | 1625  |